# Ukraińcy w Argentynie
Ukraińcy w Argentynie – część ukraińskiej diaspory, której przedstawiciele zamieszkują Argentynę. Druga pod względem liczebności społeczność ukraińska w Ameryce Łacińskiej (po diasporze ukraińskiej w Brazylii). Zasadniczą część ukraińskiej diaspory w Argentynie stanowią przedstawiciele tak zwanej starej emigracji, do której zalicza się trzy fale emigracyjne z lat 1897–1953.

## Historia
Ukraińcy przybywali na terytorium Argentyny w czterech zasadniczych falach emigracyjnych. Pierwsza z nich przypadła na lata 1897–1914, druga – 1922–1939, trzecia – 1946–1951, czwarta natomiast nastąpiła w okresie po rozpadzie ZSRR.

### Pierwsza fala emigracji

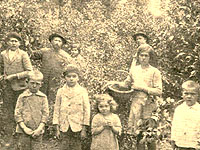
Ukraińscy imigranci w trakcie zbioru yerba mate (Tres Capones, 1920)

U źródeł emigracji Ukraińców do Ameryki Południowej leży eksplozja demograficzna, która w II połowie XIX wieku ogarnęła ziemie etnicznie ukraińskie, w tym Galicję. Miejscowy przemysł nie był w stanie zapewnić mieszkańcom miejsc pracy, na wsiach panował zaś narastający głód ziemi. Ciężkie warunki życia zmuszały ludzi do opuszczenia ojczyzny. Pod koniec XIX wieku duże grupy mieszkańców ukraińskich wsi wyruszyły do takich krajów, jak Kanada, Stany Zjednoczone, Brazylia, Argentyna czy Australia. Uważa się, iż do wybuchu I wojny światowej z ziem ukraińskich wyjechało za ocean (przeważnie na zawsze) około 800 tys. osób, z czego 500 tys. stanowili etniczni Ukraińcy.
Podstawą prawną, która pozwoliła na przyjęcie w Argentynie dużej liczby imigrantów, była podpisana przez prezydenta Nicolása Avellanedę ustawa z dnia 19 października 1876 o imigracji i kolonizacji. Pierwsza udokumentowana grupa ukraińskich imigrantów zarejestrowana została w Argentynie 27 sierpnia 1897. Wówczas do miasta Apóstoles przybyło 12 rodzin ukraińskich oraz 6 polskich (łącznie 69 osób). Pierwsi ukraińscy osadnicy zamieszkali w prowincji Misiones, albowiem ówcześnie właśnie tam w korzystnej cenie można było nabyć ziemię. W kolejnych latach Ukraińcy zasiedlali stopniowo również inne regiony Argentyny, zwłaszcza północne i centralne. Pierwsi ukraińscy osadnicy oswajali obszary porośnięte selwą, tworząc na ich miejscu gospodarstwa rolne. Dobre rezultaty w zagospodarowywaniu nieużytkowanych dotąd terenów sprawiły, iż w kolejnych latach rząd argentyński stale przyjmował kolejne duże grupy osadników – 1,6 tys. osób w 1900, 1,7 tys. w 1901, kolejne 1,6 tys. – w 1902.
Ogółem w latach 1897–1914 do Argentyny przybyło około 14 tys. Ukraińców.

### Druga fala emigracji
Na okres międzywojenny przypada druga fala ukraińskiej emigracji do Argentyny. Emigrantami byli Ukraińcy z Ukrainy Zachodniej, która znajdowała się w granicach ówczesnej Polski. Stepan Kaczaraba uważa, iż z powodu złych warunków ekonomicznych i emigracyjnej polityki ówczesnego polskiego rządu tylko do Argentyny wyjechało w okresie międzywojennym około 95 tys. Ukraińców. Największe rozmiary emigracja osiągnęła w województwach wołyńskim, tarnopolskim i lwowskim, a jej szczyt (tak zwana argentyńska gorączka) przypadł na rok 1926. W tym roku do Argentyny wyjechały 2322 osoby z województwa tarnopolskiego, 1747 z lwowskiego oraz 1184 z województwa stanisławowskiego. Międzywojenna fala emigracji nie objęła wyłącznie ubogiej ludności wiejskiej, jak było w przypadku fali emigracyjnej z lat 1897–1914. Do Argentyny wyjechali tym razem również robotnicy, naukowcy, artyści. Wiele osób opuściło swą ojczyznę również z przyczyn o charakterze politycznym, związanych z porażką ukraińskiej walki narodowowyzwoleńczej. Wśród emigrantów z okresu 1922–1939 znaleźli się m.in. oficerowie czy urzędnicy Ukraińskiej Republiki Ludowej. W drugiej fali emigracyjnej znalazło się stosunkowo wielu ludzi młodych i wykształconych, którzy szybko – w odróżnieniu od poprzedników – dostosowali się do nowych warunków życia i rozpoczęli energiczną budowę bazy organizacyjnej argentyńskich Ukraińców. Należy zauważyć, iż Argentyna była jednym z niewielu krajów świata, który uznał Ukraińską Republikę Ludową (w 1921 za prezydentury Hipólito Yrigoyena).
Z kolei emigracja chłopska drugiej fali znacznie zasiliła pod względem liczebnym ukraińskie społeczności w prowincji Misiones, założone jeszcze przez osadników z lat 1897–1914 (w takich miejscowościach, jak Apóstoles, Tres Capones, Azara, Las Tunas), a jednocześnie utworzyła nowe ukraińskie kolonie w tej prowincji – w Oberá, Leandro N. Alem, Posadas. W tym czasie powstawały również ukraińskie kolonie w innych prowincjach Argentyny – Chaco, Mendoza, Río Negro, Córdoba, Formosa, Entre Ríos, Corrientes.

### Trzecia fala emigracji
W latach 1946–1950 ukraińską diasporę w Argentynie zasiliło kolejnych 6 tys. emigrantów, głównie politycznych. Wśród tej fali emigracyjnej dużą część stanowili uczestnicy zbrojnych formacji antyradzieckich oraz osoby wywiezione podczas II wojny światowej do Niemiec na roboty przymusowe. Wiele z takich osób nie chciało wracać na rodzinne ziemie włączone do państwa radzieckiego. Trzecia fala emigracji objęła również wiele osób bardzo dobrze wykształconych, nierzadko z dyplomami zachodnich uniwersytetów. To właśnie z inicjatywy tych osób w 1947 roku zwołano Kongres Ukraińców Argentyny, który miał na celu zjednoczenie działających w Argentynie organizacji ukraińskich. Na kongresie powołano organizację koordynacyjną o nazwie Ukraińska Reprezentacja Centralna (ukr. Ukrajinśka centralna reprezentacija).
Podejmowanie pracy w rolnictwie było wśród przedstawicieli powojennej emigracji rzadkością. Niemal wszyscy przybyli wówczas do Argentyny Ukraińcy osiedlali się w miastach, głównie w Buenos Aires i La Placie. W nowym kraju osoby te pracowały najpierw co prawda w charakterze zwykłych robotników, jednak szybko dzięki swoim kwalifikacjom osiągali awans społeczny, a wielu założyło własne przedsiębiorstwa.
Od lat 20. dawał się zauważyć podział polityczny diaspory i walka ideologiczna między zwolennikami idei komunistycznych a organizacjami nacjonalistycznymi i patriotycznymi. Spory najmocniej ujawniły się w trakcie II wojny światowej. Grupa proradziecko nastawionych emigrantów nie utrzymywała kontaktów z Ukraińską Reprezentacją Centralną i z nieufnością odnosiła się do emigrantów powojennych, którzy uważani byli przez nią za nacjonalistów i zdrajców ojczyzny.
Wśród części dawnej chłopskiej emigracji, nastawionej wyraźnie proradziecko, panowało nostalgiczne pragnienie powrotu do ojczyzny i wiara w lepszy i sprawiedliwy radziecki porządek społeczny. Pragnienia te zostały skrzętnie wyzyskane przez radziecką propagandę, która silnie oddziaływała na diasporę od czasu otwarcia w 1946 w Buenos Aires ambasady ZSRR. Równocześnie w latach 1946-1947 Prezydium Rady Najwyższej ZSRR wydało postanowienia, które umożliwiały otrzymanie byłym obywatelom Polski obywatelstwa radzieckiego według uproszczonej procedury (na drodze rejestracji w odpowiedniej placówce dyplomatycznej za granicą). W połowie lat 50. kilka tysięcy argentyńskich Ukraińców i Białorusinów (byłych obywateli II RP), nie zważając na płomienne ostrzeżenia przedstawicieli świeżej fali emigracyjnej, skorzystało z możliwości repatriacji do ZSRR. Większość z repatriantów, zwłaszcza młodzież wychowana już w Argentynie, nie była w stanie dostosować się do nowej radzieckiej rzeczywistości. Masowy wyjazd mieszkańców za żelazną kurtynę był całkowitym zaskoczeniem dla ówczesnych władz Argentyny i szeroko komentowano go w prasie i kręgach politycznych. W połowie lat 60., pod wpływem nacisków międzynarodowych, władze radzieckie umożliwiły powroty swoich obywateli do Ameryki Południowej. Do kwietnia 1966 spośród 4195 zamieszkujących w ZSRR repatriantów i reemigrantów z Argentyny podania o wyjazd złożyło 1598 osób. Po powrocie do Argentyny większość z nich zerwała wszelkie stosunki z radziecką ambasadą oraz prokomunistycznymi organizacjami.
Straty, które ukraińska diaspora w Argentynie poniosła w wyniku repatriacji niektórych jej przedstawicieli do ZSRR wyrównywane były jednocześnie nieoczekiwanym napływem do Argentyny Ukraińców zamieszkałych w Urugwaju i Paragwaju, którzy pod koniec lat 50. opuszczali te kraje ze względu na panujący w nich ostry kryzys gospodarczy. M. Wasyłyk szacował, iż w 1977 roku w Argentynie zamieszkiwało ogółem 200 tys. osób ukraińskiego pochodzenia.

### Czasy niepodległej Ukrainy
Zdaniem badaczy dzięki ukształtowanemu przez stulecie pozytywnemu wizerunkowi ukraińskich emigrantów w Argentynie kraj ten, jako pierwszy spośród krajów Ameryki Łacińskiej, uznał niepodległość Ukrainy (5 grudnia 1991). Latem 1993 w Buenos Aires otwarto ukraińską ambasadę. Oprócz ambasady w Argentynie istnieją obecnie również dwa ukraińskie konsulaty honorowe: w Leandro N. Alem oraz Resistencia. Dobre stosunki między oboma krajami spowodowały, iż rząd Argentyny nie czynił przeszkód w wydawaniu obywatelom Ukrainy tymczasowych wiz z prawem podjęcia pracy. W ten sposób rozpoczęła się czwarta fala emigracji ukraińskiej do Argentyny. Tylko w 2000 roku Argentyna przyjęła 3457 nowych imigrantów z Ukrainy. Nowi przybysze, w większości wychowani w realiach Związku Radzieckiego, stanęli przed wyzwaniem zintegrowania się z przedstawicielami starej ukraińskiej diaspory.

## Sytuacja współczesna

### Liczebność

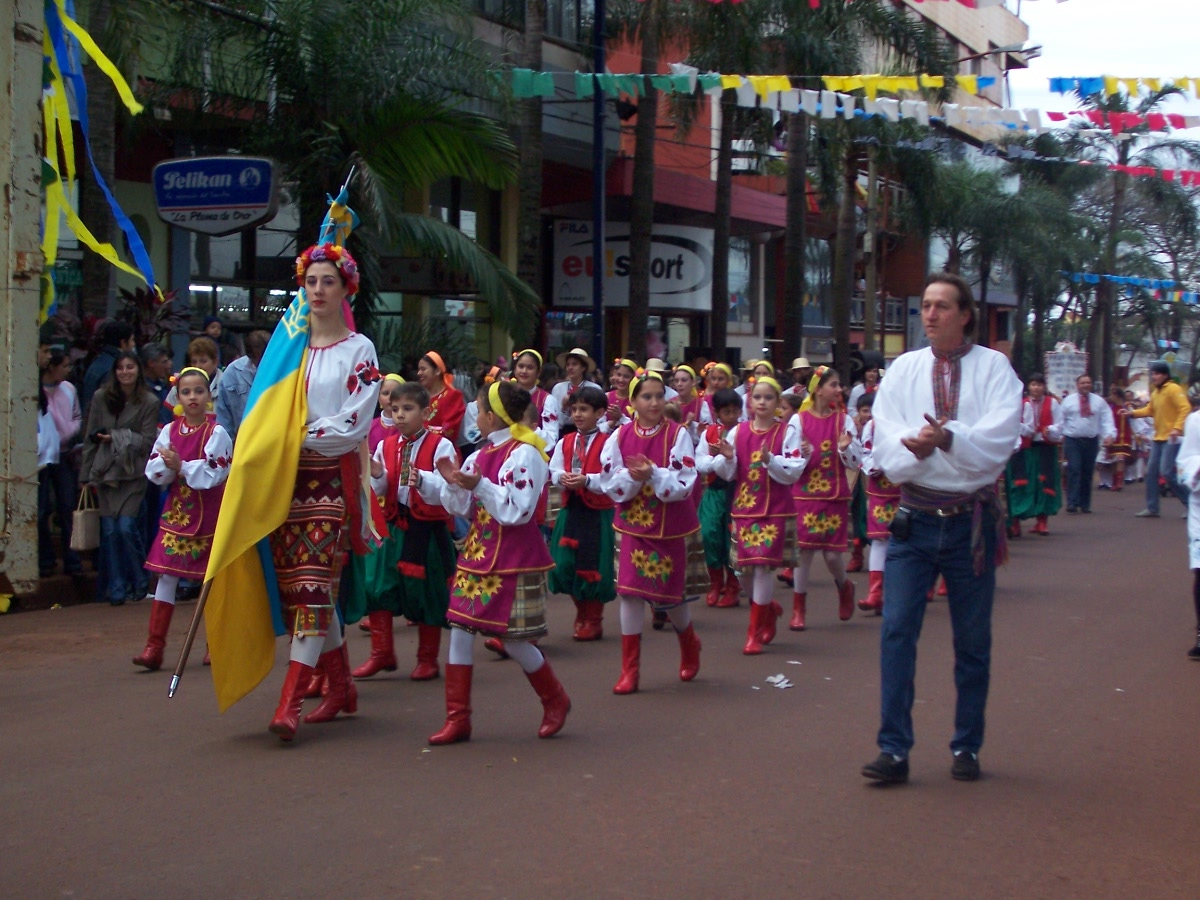
Przedstawiciele społeczności ukraińskiej w trakcie festiwalu w Oberá (2005)

Większość badaczy jest zdania, iż realna liczebność ukraińskiej diaspory w Argentynie wynosi prawdopodobnie około 250 tys. osób. Spotykane są jednak również inne szacunki. O. Kowalczuk podaje, iż ukraińska diaspora w Argentynie liczy obecnie 350 tys. osób, spośród których 100 tys. zamieszkuje w prowincji Buenos Aires, 129 tys. – w prowincji Misiones, 25 tys. – w prowincji Chaco. Bohdanowa i Pohromśkyj podają z kolei, iż współczesna ukraińska diaspora w Argentynie liczy prawie 300 tys. przedstawicieli. Badacze podają następujące dane liczbowe odnośnie do regionów ich zamieszkania: miasto i prowincja Buenos Aires – 150 tys. osób, prowincja Misiones – 75 tys., prowincja Chaco – 33 tys., prowincja Mendoza – 15 tys., prowincja Córdoba – 6 tys., prowincja Formosa – 4,5 tys., prowincja Río Negro – 4,5 tys.
Trudność w ustaleniu dokładnych danych wynika przede wszystkim z tego, iż urzędowe statystyki w Argentynie nigdy nie uwzględniały przynależności etniczno-narodowej poszczególnych grup imigrantów, a jedynie kraj ich pochodzenia. Z tego względu etniczni Ukraińcy z takich regionów jak Galicja, Wołyń, Bukowina czy Zakarpacie figurowali w argentyńskich rejestrach najpierw jako Austriacy i Rosjanie, po I wojnie światowej zaś jako Rumuni, Czesi czy Polacy. Poza tym pierwsza fala ukraińskich emigrantów często cechowała się daleko posuniętym indyferentyzmem narodowym.

### Baza organizacyjna
W Argentynie działa obecnie ponad 40 ukraińskich organizacji społecznych, kulturalnych, religijnych oraz młodzieżowych. Większość z nich koordynuje swoje działania w ramach Ukraińskiej Reprezentacji Centralnej w Republice Argentyńskiej. Do największych organizacji należą:
- Ukraińskie Towarzystwo Kulturalne „Proswita” (hiszp. Asociación Ucrania de Cultura „Prosvita” en la República Argentina, ukr. Ukrajinśke kulturne towarystwo „Proswita”) – założone w 1924. Posiada swoje filie w prowincjach Buenos Aires, Santa Fe oraz Neuquén. Wydaje pismo „Ukrajinśke słowo”[20];
- Ukraińskie Towarzystwo „Widrodżennia” (hiszp. Asociación Ukraniana „Renacimiento”, ukr. Ukrajinśke towarystwo „Widrodżennia”) – założone w 1939, posiada swoją siedzibę oraz filie w prowincji Buenos Aires. Wydaje pismo „Nasz kłycz”. Dzięki staraniom organizacji w 1971 w Buenos Aires ustanowiony został pomnik Tarasa Szewczenki[20];
- Związek Ukrainek Argentyny (hiszp. Unión de Mujeres Ucranias en la República Argentina, ukr. Sojuz ukrainok Arhentyny) – założony w 1949;
- Organizacja Młodzieży Ukraińskiej „Płast” (hiszp. Asociación Ucrania Plast Juvenil) – organizacja skautingowa, oficjalny zagraniczny ośrodek Płastu.

### Oświata
Ukraińskie szkolnictwo w Argentynie zaczęło rozwijać się po przyjeździe do Argentyny pierwszych kapłanów pochodzenia ukraińskiego. Pierwszą szkołę ukraińską założył ksiądz Jarosław Karpiak w Apóstoles w 1910. Tworzeniu kolejnych parafii i organizacji towarzyszyło zazwyczaj inaugurowanie przy nich działalności ukraińskich szkół i kursów ukrainoznawstwa, które przyjęły wspólną nazwę „Ridna szkoła” („Szkoła Ojczysta”) w nawiązaniu do słynnego ukraińskiego stowarzyszenia pedagogicznego i oświatowego o tej samej nazwie, które działało do 1939 w Galicji. W 1957 przy Ukraińskiej Reprezentacji Centralnej stworzono komórkę edukacyjną o nazwie Pedahohiczna hromada, której zadaniem była koordynacja działalności ośrodków działających pod wspólną nazwą „Ridna szkoła”.
Szczególną nobilitacją dla miejscowej społeczności ukraińskiej było powstanie w 1966 w Buenos Aires filii Ukraińskiego Uniwersytetu Katolickiego im. św. Klemensa, w której powołano wydziały ukrainoznawstwa i slawistyki. Filia działała jako ośrodek uniwersytecki do końca lat 70., dopóki pozwalała na to dostateczna liczba studentów. Obecnie filia zajmuje się promocją ukrainoznawstwa, prowadząc m.in. jego letnie kursy wśród przedstawicieli ukraińskiej diaspory w Argentynie.
Według danych Ukraińskiej Reprezentacji Centralnej w 2009 działało 16 ośrodków edukacyjnych, w większości w formie szkół niedzielnych, w których prowadzone były zajęcia z języka, historii, kultury oraz geografii Ukrainy. W zajęciach tych brało udział łącznie 289 uczniów.

### Życie religijne
Wierzący członkowie ukraińskiej diaspory w Argentynie należą zazwyczaj do Kościoła prawosławnego bądź Kościoła katolickiego obrządku bizantyjsko-ukraińskiego.
Pierwsi ukraińscy przybysze byli grekokatolikami, długo pozbawionymi jednak opieki duszpasterskiej w ojczystym obrządku. Na początku XX wieku rzymskokatolicki biskup Parany sprowadził w celu zapewnienia opieki duszpasterskiej dla wszystkich imigrantów w prowincji Misiones polskich księży werbistów. Ci w żaden sposób nie uwzględniali kulturowej odmienności grekokatolików, próbowali nakłonić ich do porzucenia znanego z domu rodzinnego obrządku wschodniego, a ich postawa w stosunku do Ukraińców często cechowała się dużym szowinizmem. Na długo zapamiętane zostały w greckokatolickiej diasporze słowa księdza Józefa Bayerlein-Mariańskiego, który prośby ukraińskiej społeczności o przysłanie kapłana mogącego odprawiać nabożeństwa w obrządku wschodnim skwitował słowami: „otrzymacie greckokatolickiego kapłana wtedy, kiedy mi włosy na dłoni wyrosną”. Podobne do tej postawy polskich księży sprawiły, iż część greckokatolickiej imigracji osiadłej w Tres Capones konwertowała w 1907 na prawosławie. Wydarzenie to zmieniło stosunek katolickiej hierarchii kościelnej do potrzeb religijnych Ukraińców-grekokatolików i w 1908 do Argentyny przybył pierwszy kapłan greckokatolicki, bazylianin Klemens Brzuchowski.
Obecnie wszystkich wiernych obrządku bizantyjsko-ukraińskiego w Argentynie obejmuje Diecezja Opieki Matki Bożej w Buenos Aires. Według danych oficjalnych do eparchii należy 120 tys. wiernych, spośród których 60 tys. zamieszkuje w stolicy oraz prowincji Buenos Aires, 30 tys. w prowincji Misiones, łącznie 20 tys. w prowincjach Chaco i Formosa oraz 10 tys. w pozostałych prowincjach Argentyny.